# Orde dels Trinitaris Descalços
L'Orde dels Trinitaris Descalços és un orde religiós cristià fundat, el 1599, per sant Joan Baptista de la Concepció com a reforma de l'orde de la Santíssima Trinitat i amb l'objectiu de tornar al rigor i la puresa de la regla de l'orde en els seus primers temps.
Amb el temps, ha estat la branca de la família trinitària més desenvolupada i, després de l'extinció de l'orde original en 1894, el continua amb el nom d'Orde de la Santíssima Trinitat, que prengué en 1900.

## Història
La reforma de l'orde trinitari es va donar al segle xvi, dintre del marc de reformes observants dels ordes mendicants, que, seguint les directrius del Concili de Trent, cercaven de tornar al carisma original de les regles dels ordes. Com les altres reformes (les dels franciscans observants i franciscans descalços, els carmelites descalços o els agustinians descalços, per exemple) volia que la vida comunitària del trinitari fos més austera i rigorosa, d'acord amb la regla original.
La reforma va començar amb la fundació francesa de Pontoise, al nord de París, l'últim quart del segle xvi. A Espanya, el principal impulsor de la reforma fou el frare castellà Joan Baptista de la Concepció (1561-1613) que va donar origen als trinitaris descalços. La primera comunitat reformada espanyola fou la de Valdepeñas (Ciudad Real).
Amb el breu Ad militantes Ecclesiae (1599), Climent VIII va aprovar la Congregació dels Germans Reformats i Descalços de l'Orde de la Santíssima Trinitat; la reforma, a més d'assolir l'observança del rigor de la regla, aprofundia en l'esperit de pregària, humilitat i penitència i posava per sobre de tot el deure de treballar pels presoners i els pobres.

### Extinció de l'orde calçat i continuïtat en la branca descalça

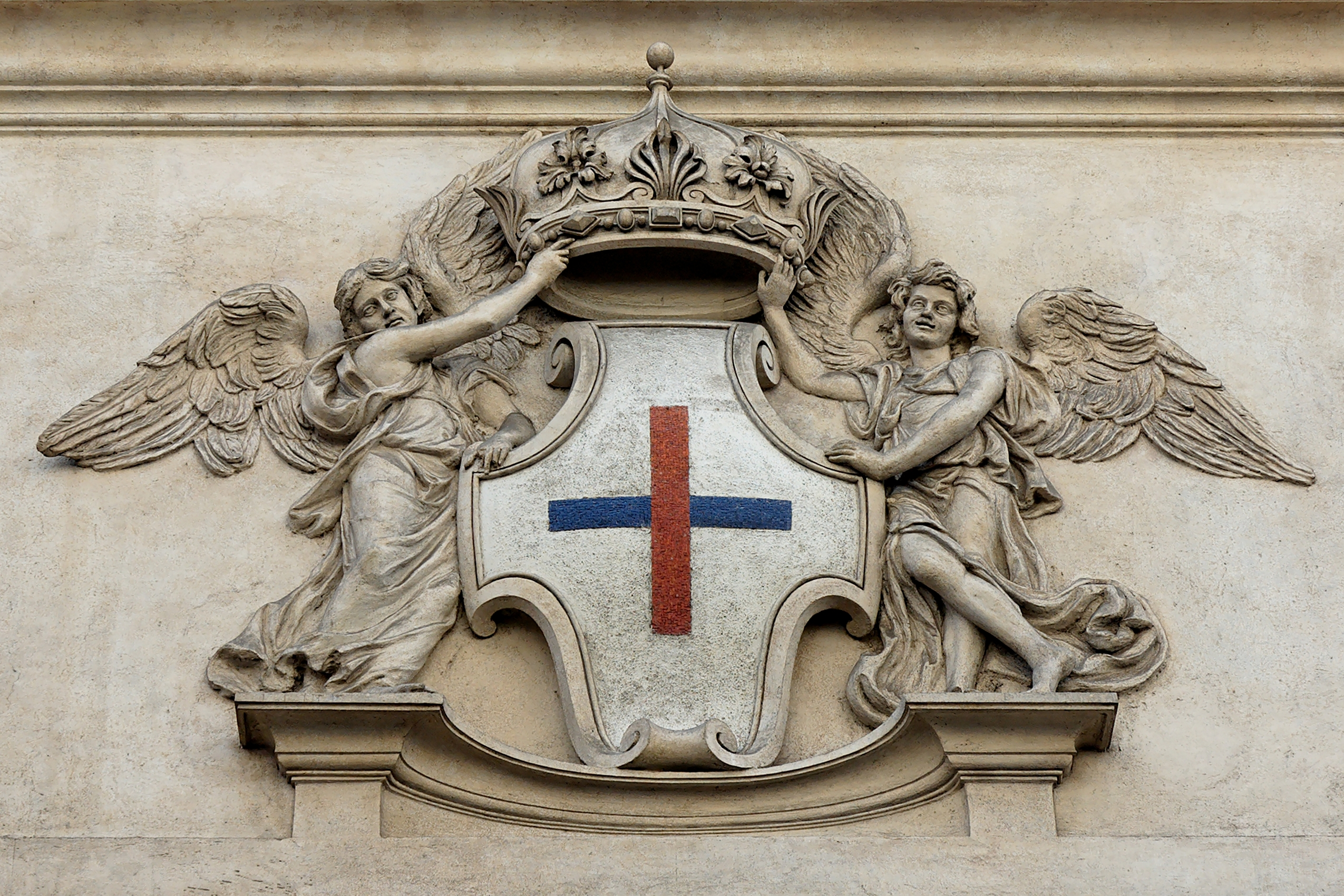
Escut de l'orde a San Carlo alle Quattro Fontane de Roma

L'orde trinitari va estar a punt d'extingir-se durant el segle xix: de fet, en acabar el segle ja no existien convents de trinitaris calçats, i els pocs que quedaven eren de descalços. La lenta recuperació de l'orde va començar des de l'única comunitat que en quedava a Itàlia, la de San Carlo alle Quattro Fontane de Roma, de trinitaris descalços. A partir d'ella, totes les cases fundades van ser de la branca descalça. A Espanya, la primera casa refundada va ser la d'Alcázar de San Juan en 1879. A Viena va obrir-se una casa cap al 1900 i a França el 1922, a Marsella.
El 1900 van unificar-se les diferents branques de l'orde descalça, hispànica i d'altres, i van prendre el nom d'Orde de la Santíssima Trinitat.
Trinitaris italians s'establiren als Estats Units en 1912 i d'aquí anaren al Canadà el 1924. El 1959 s'hi constituí una nova província al Quebec. L'apostolat missioner va anar substituint l'objectiu de la redempció: s'obriren missions a l'Àfrica i Sud-amèrica (Cuba, 1896; Xile, 1912; Argentina, 1913; Madagascar, 1926)

## Actualitat
Després del Concili Vaticà II, l'orde trinitari va iniciar un procés de renovació. Les noves constitucions, de 1983, han retornat al carisma original, però adaptant-lo a les circumstàncies actuals. Així, la identitat trinitària s'identifica per:
- la Santíssima Trinitat com a font inesgotable de caritat, que es tradueix en el servei mitjançant la redempció i la misericòrdia.
- la vocació d'ésser testimoni de Crist, mostrat que Déu és amor, llibertat, comunió i Trinitat.
- el servei d'alliberament i redempció, en modes diversos, redimint de "captivitats" i "esclavatges" del món contemporani: ajut a víctimes de la prostitució, alcoholisme, drogodependència, maltractes, indigents i necessitats, etc. A més, tasques d'evangelització en terres de missió i en terres de tradició cristiana en grups no creients.

Al final de 2005, l'orde tenia 102 convents i 585 religiosos, 388 dels quals són sacerdots. Són arreu d'Europa i Amèrica, i en països com Egipte, Madagascar, Índia, Corea i Filipines.

## Solidaritat Internacional Trinitària
La Solidaritat Internacional Trinitària (SIT) és un organisme solidari (ONG) sense afany de lucre, pertanyent a l'Orde Trinitari, fundat a Roma el 1999 i amb seus a diferents llocs arreu del món. Els seus objectius és integrar religiosos i laics en la lluitar per acabar amb l'esclavitud i la persecució, per eliminar les noves formes d'esclavitud, opressió i violència i promoure la solidaritat.

## Trinitàries descalces
- Article principal: Trinitàries Contemplatives

Només van fundar-se dos convents de monges trinitàries descalces que, com les branques femenines dels altres ordes mendicants, feien vida contemplativa de clausura: el de Madrid (1612) i el de Lima (1722).